# Tomasz Łapiński
Tomasz Łapiński (Łapy, 1 augustus 1969) is een voormalig profvoetballer uit Polen, die zijn actieve carrière in 2005 afsloot bij Mazowsze Grójec in zijn vaderland.

## Clubcarrière
Łapiński speelde het grootste deel van zijn carrière als verdediger voor Widzew Łódź, met wie hij twee landstitels behaalde (1996 en 1997).

## Interlandcarrière
Łapiński maakte deel uit van de Poolse selectie die de zilveren medaille won bij de Olympische Spelen in Barcelona. Hij speelde daar mee in alle zes duels van de ploeg van bondscoach Janusz Wójcik.
Łapiński kwam 36 keer (geen doelpunten) uit voor de nationale ploeg van Polen in de periode 1992–1999. Hij maakte zijn debuut op 26 augustus 1992 in de vriendschappelijke uitwedstrijd tegen Finland die eindigde in een 0-0 gelijkspel. Zijn 36ste en laatste interland speelde hij op woensdag 9 juni 1999 in de EK-kwalificatiewedstrijd in en tegen Luxemburg (2-3).

## Erelijst
Widzew Łódź
- Pools landskampioen

1996, 1997
- Poolse Supercup

1997
 Polen
- Olympische Spelen

Barcelona 1992 →  zilveren medaille